# Harrejaure (Jokkmokks socken, Lappland)
Harrejaure är en sjö i Jokkmokks kommun i Lappland och ingår i Luleälvens huvudavrinningsområde. Sjön har en area på 2,97 kvadratkilometer och ligger 463 meter över havet. Harrejaure ligger i Ultevis fjällurskog Natura 2000-område. Sjön avvattnas av vattendraget Låkkejåkkå.

## Delavrinningsområde
Harrejaure ingår i det delavrinningsområde (743352-163242) som SMHI kallar för Utloppet av Harrejaure. Medelhöjden är 508 meter över havet och ytan är 17,21 kvadratkilometer. Det finns inga avrinningsområden uppströms utan avrinningsområdet är högsta punkten. Låkkejåkkå som avvattnar avrinningsområdet har biflödesordning 4, vilket innebär att vattnet flödar genom totalt 4 vattendrag innan det når havet efter 253 kilometer. Avrinningsområdet består mestadels av skog (78 procent). Avrinningsområdet har 3,25 kvadratkilometer vattenytor vilket ger det en sjöprocent på 18,9 procent.